# XFS (Netzwerk-Dateisystem)
xFS ist ein verteiltes und dezentrales Netzwerk-Dateisystem der Berkeley-Universität von Kalifornien. Dieses Dateisystem befindet sich seit 1993 in der Entwicklung. Die Abkürzung steht für x File System. Da sich die Entwickler auf keinen Namen für das Dateisystem einigen konnten, wurde der Buchstabe x als Variable hergenommen und kann somit von jedem individuell interpretiert werden.